# Bewegungskultur
Bewegungskultur ist ein Oberbegriff für alle Bewegungskünste – auch solcher, die nicht, wie Sport, auf Vergleich und Überbietung aus sind. Der Begriff ist dabei kultur- und epochenübergreifend. Einen neueren Definitionsvorschlag hat Bewegungswissenschaftler Claus Tiedemann gemacht: „Bewegungskultur ist ein Tätigkeitsfeld, in dem Menschen sich mit ihrer Natur und Umwelt auseinandersetzen und dabei bewusst ihre insbesondere körperlichen Fähigkeiten und Fertigkeiten entwickeln, gestalten und darstellen, um einen für sie bedeutsamen individuellen oder auch gemeinsamen Gewinn und Genuß zu erleben.“

## Definition Bewegungskultur
Nach Fietze ist Bewegungskultur die eingeübte und nach Regeln gestaltete Bewegung des Körpers als Ausdruck sozialer oder spiritueller Identität. Sie ist eine zivilisatorische Condicio sine qua non. Bewegungskultur wird von Menschen unterschiedlicher Gruppierungen oder Gesellschaftsschichten beiderlei Geschlechts getragen und ist vermutlich so alt wie die Menschheit selbst.
Bewegungskultur beruht auf einer Inszenierung des Körpers, die aus keiner wirtschaftlichen Notwendigkeit hervorgeht, sondern von persönlicher und gesellschaftlicher Bedeutung ist. Sie kann sowohl mit dem Ziel der sozialen Abgrenzung, als auch mit dem Ziel sozialer Integration ausgeübt werden. Sie kann durch Rhythmik und Musik entscheidend unterstützt werden. Dabei spielt die verbale Kommunikation eine untergeordnete Rolle. Sprache ist in der Regel auf das Wesentliche reduziert oder durch Signale ersetzt.
Erscheinungsformen westlicher Bewegungskultur sind Sport, Spiel, Leibesübungen (Turnen, Gymnastik, Fitness, Exerzieren), Tanz, Ballett, Pantomime, Zirzensik, Etikette und Prozessionen. Arbeit, Handwerk und Fortbewegung sind an sich noch keine Bewegungskultur, wohl aber einzelne Aspekte davon, wenn sie zu ritualisierten Bewegungsabläufen oder bestimmten Bewegungsstilen weiterentwickelt werden.
Diese Inszenierungen des Körpers haben gestaltende, konkurrierende, unterhaltende, aber auch sinnstiftende, moralische und ästhetische Momente. Werden Bewegungskünste als Darbietung (Opfer) für die Götter vollführt, wie es in der Antike der Fall war, hat Bewegungskultur sakralen Charakter. Das gilt auch für die asiatischen Kampfkünste, die einem religiösen Umfeld entstammen.

## Bedeutung
Im Unterschied zum Sport setzt Bewegungskultur einen anderen Schwerpunkt. Sie will sowohl der äußeren, als auch der inneren Bewegung Raum geben. Der Körper ist nicht ausschließlich das Instrument von Leistung, sondern Körperwahrnehmung und Körpererfahrung werden zum eigentlichen Thema. Im Mittelpunkt steht zuerst das Erlebnis, dann der Erfolg. So gelangt der Mensch über die Bewegung zur Selbstentfaltung. Insofern weicht Bewegungskultur von den Zielen des Leistungssports und des Breitensports ab.